# Корсиканское королевство (1794—1796)
Корсиканское королевство или Англо-Корсиканское королевство (фр. Royaume de Corse) — государственное образование, существовавшее в 1794—1796 годах на Корсике.
Корсика была присоединена к Франции в 1769 году в результате Версальского договора с Генуэзской республикой и поражения, нанесенного войскам мятежной Корсиканской республики французским экспедиционным корпусом в сражении при Понте-Нову. Во время Великой французской революции лидер корсиканских сепаратистов Паскуале Паоли, которого в Париже считали борцом со старым режимом, вернулся из эмиграции и был назначен президентом директории департамента Корсики и командующим национальной гвардией.
После провала сардинской экспедиции 1793 года, в которой вместе с французами участвовали корсиканские подразделения, между Паоли и якобинским правительством начался конфликт, вскоре переросший в открытый мятеж. На остров были посланы комиссары Конвента для расследования деятельности Паоли. В мае 1793 года на собрании (консульте) в Корте Паоли был провозглашен президентом острова и главнокомандующим, что означало разрыв с Францией. Летом было образовано временное правительство. Корсиканцы обратились за помощью к английскому флоту, стоявшему у Тулона, и предложили корону острова Георгу III. Англичане согласились, так как Корсика представляла удобную базу для действий против Франции и Италии.
В ходе корсиканской экспедиции в феврале — августе 1794 года эскадра адмирала Сэмюэла Худа овладела Сен-Флораном, Бастией и Кальви, при взятии которого потерял глаз капитан Горацио Нельсон. Новая консульта, собравшаяся в Корте, 17 июня провозгласила создание Англо-корсиканского королевства, приняла конституцию и объявила Паоли «Отцом отечества» (корс. Babbu di a Patria). Президентом Государственного собрания стал Карло Андреа Поццо ди Борго.
Паоли, рассчитывавший стать губернатором острова, был фактически отстранен от управления англичанами, назначившими своего вице-короля, Гилберта Эллиота, графа Минто. В 1795 году Паоли безуспешно пытался организовать выступление против Минто и Поццо ди Борго, и в результате был отправлен в почетную ссылку в Англию, откуда уже не вернулся.
Распад первой антифранцузской коалиции и Итальянский поход Бонапарта резко изменили положение в Европе, и английское правительство, оставшись без союзников, 30 сентября 1796 года распорядилось эвакуировать войска. 15 октября французский экспедиционный корпус генерала Казальта отплыл из Ливорно, на следующий день началась высадка на Корсике, и 16—17 октября англичане покинули остров. К 19-му французы, не встретив сопротивления, восстановили свою власть на Корсике.